# 金子根千
金子 根千（かねこ もとじ、1958年12月25日 - ）は、サムスングループの日本法人である日本サムスン株式会社の最高経営責任者である。
愛知県出身。慶應義塾大学経済学部卒。2010年より最高経営責任者。